# Rapszódosz
A rapszódosz az antik görög világban utazó epikus énekmondó volt. A szó a rhaptó (összefűzni) és az ódé (ének) görög szavak összetétele.
A rapszódoszok elsősorban epikus költeményeket, Homérosz műveit adták elő, amelyeket fejből idéztek. Maguk nem alkottak, feladatuk a szövegek szájhagyomány útján történő terjesztése, megőrzése volt. Xenophón Lakoma című művében együgyű emberként írja le az énekmondókat, ezt a kérdést adva az egyik beszélgető szájábaː „És ismersz az énekmondóknál ostobább népséget?”, amire Nikératosz nemmel felel.
Tevékenykedett rapszódoszként Hésziodosz is. Munkák és napok című művében (654-657) beszámol arról, hogy Khalkiszban kétfülű trípuszt – vallási célú háromlábú állványt – nyert énekmondóversenyen. Egyes források szerint Évián Homéroszt győzte le. Platón Ión című dialógusának címszereplője is egy önelégült rapszódosz, aki így beszél magárólː „az emberek közt én tudom a legszebb dolgokat mondani Homnéroszról”.
Az I. e. 5. század végén képzett tudósok is foglalkozni kezdtek az eposzokkal, akik fő céljuknak nem a szöveg átadását, hanem értelmezését, allegorikus magyarázatát tekintették. Közéjük tartozott a lampszakoszi Métrodórosz,  a thaszoszi Sztészimbrotosz, Glakón és a rhégioni Theagenész.